# Itajahya
Itajahya es un género de hongos de la familia Phallaceae. 
El género es ampliamente distribuido en zonas  tropicales y  subtropicales. Itajahya comparte estas características con otras especies de la familia de las Phallaceae:
- El cuerpo fructífero, o esporocarpo, surge de una estructura subterránea con forma de huevo, cuyos restos pueden desaparecer en la madurez.
- Cuando está maduro, la "cabeza", o  píleo, sobre del tallo del cuerpo fructífero, produce una baba maloliente y llena de esporas, la  gleba.

La principal característica que distingue a Itajahya de otros géneros de la familia es la presencia sobre el píleo de una mancha de tejido blanquecino, el  opérculo.

## Especies
El género Itajahya comprende estas cuatro especies:
- Itajahya argentina
- Itajahya galericulata
- Itajahya hornseyi
- Itajahya rosea